# Lunatic Soul
Lunatic Soul est un groupe de rock progressif et néo-progressif polonais. Le groupe, qui chante en anglais, est formé en 2008 par le chanteur et bassiste Mariusz Duda du groupe Riverside. Leur style musical « se focalise sur des ambiances mélancoliques, ténébreuses, pleines de nuances et de spleen. »
En 2011, Kscope Music sort leur album Impressions. Leur nouvel album, Walking on a Flashlight Beam est publié en 2014 chez Mystic Production. Le 25 mai 2018 sort l'album Under the Fragmented Sky, toujours chez Mystic Production.

## Discographie
- 2008 : Lunatic Soul (Mystic Production, Snapper Music)
- 2010 : Lunatic Soul II (Mystic Production, Kscope Music)
- 2011 : Impressions (Kscope Music)
- 2014 : Walking on a Flashlight Beam (Mystic Production, Kscope Music)
- 2017 : Fractured (Mystic Production, Kscope Music)
- 2018 : Under the Fragmented Sky (Mystic Production, Kscope Music)
- 2020 : Through Shaded Woods (Mystic Production, Kscope Music)